# Estação Kievskaia (linha Kolhtsevaia)
Kievskaia (em russo:  Киевская) é uma das estações da linha Kolhtsevaia (Linha 5) do Metro de Moscovo, na Rússia. Estação «Kievskaia» está localizada entre as estações «Krasnopressneniskaia» e «Park Cultury».